# Région de recensement de Yukon-Koyukuk
La région de recensement de Yukon-Koyukuk, en anglais Yukon-Koyukuk Census Area, est une région de recensement de l'État d'Alaska aux États-Unis, partie du borough non organisé.

## Villes et localités
- Alatna
- Allakaket
- Anvik
- Arctic Village
- Beaver
- Bettles
- Birch Creek
- Chalkyitsik
- Central
- Circle
- Coldfoot
- Evansville
- Flat
- Fort Yukon
- Four Mile Road
- Galena
- Grayling
- Holy Cross
- Hugues
- Huslia
- Iditarod
- Kaltag
- Koyukuk
- Livengood
- Lake Minchumina
- Manley Hot Springs
- McGrath
- Minto
- Nenana
- New Allakaket
- Nikolai
- Nuklukayet
- Nulato
- Rampart
- Ruby
- Shageluk
- Stevens Village
- Takotna
- Tanana
- Venetie
- Wiseman

## Villes fantôme
- Ophir
- Prospect Creek
- Tofty

## Cours d'eau

### Yukon
Principaux affluents :
- Anvik
- Bonasila
- Chandalar
- Chena
- Christian
- Coleen
- Dall
- Hadweenzic
- Hess Creek
- Hodzana
- Innoko
- Khotol
- Koyukuk
- Melozitna
- Nowitna
- Nulato
- Porcupine
- Ray
- Sixtymile
- Tanana
- Tozitna
- Yuki

### Koyukuk
Principaux affluents :
- Gisasa
- Kateel
- Dulbi
- Huslia
- Hogatza
- Indian
- Kanuti
- Alatna
- South Fork Koyukuk
- John
- Wild
- North Fork Koyukuk
- Middle Fork Koyukuk

## Site historique
- Coal Creek Historic Mining District

## Démographie
| Groupe                           | Yukon-Koyukuk | Alaska | États-Unis |
| -------------------------------- | ------------- | ------ | ---------- |
| Autochtones d'Alaska             | 71,4          | 14,8   | 0,9        |
| Blancs                           | 22,2          | 66,7   | 72,4       |
| Métis                            | 5,6           | 7,3    | 2,9        |
| Asiatiques                       | 0,3           | 5,4    | 4,8        |
| Afro-Américains                  | 0,2           | 3,3    | 12,6       |
| Autres                           | 0,2           | 1,6    | 6,2        |
| Océaniens                        | 0,1           | 1,1    | 0,2        |
| Total                            | 100           | 100    | 100        |
|                                  |               |        |            |
| Hispaniques et Latino-Américains | 1,2           | 5,5    | 16,7       |

Selon l'American Community Survey, pour la période 2011-2015, 85,83 % de la population âgée de plus de 5 ans déclare parler l'anglais à la maison, 11,99 % déclare parler une langue amérindienne, 0,58 % l'allemand, 0,54 % l'espagnol et 1,06 % une autre langue.
| 1960  | 1970  | 1980  | 1990  | 2000  | 2010  |
| ----- | ----- | ----- | ----- | ----- | ----- |
| 4 097 | 4 752 | 7 873 | 8 478 | 6 551 | 5 588 |